# Grand Kei
Pour les articles homonymes, voir Kei.
Le Grand Kei est un fleuve d'Afrique du Sud. Il naît au nord de Cathcart (en), de la confluence du Kei Noir (Swart-Kei) et du Kei Blanc (Wit-Kei), puis court sur 520 km à travers la province du Cap oriental avant de se jeter dans l'océan Indien à Kei Mouth.
Il a donné son nom aux bantoustans du Ciskei et du Transkei dont les territoires étaient situés de part et d'autre du fleuve.

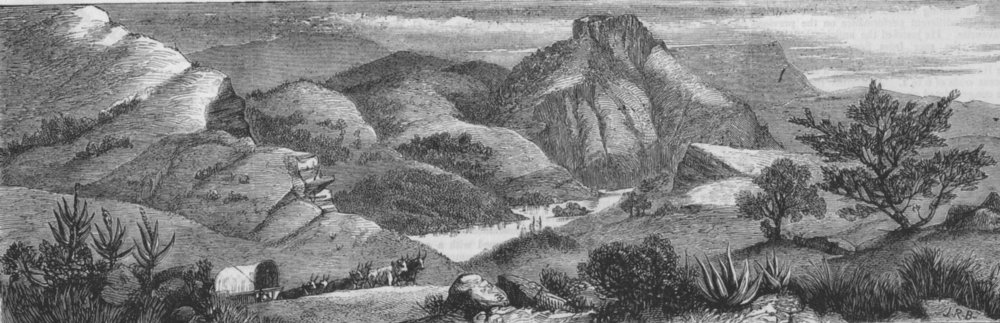
Vue du Cap sur le Grand Kei en 1877